# Vilassar de Mar
Vilassar de Mar est une ville de la comarque du Maresme dans la province de Barcelone en Catalogne (Espagne). Située à 5 km de Mataró et à 24 km de Barcelone. Jusqu'aux années 80 cette commune s'appelait Sant Joan de Vilassar.

## Géographie
Commune située en bord de mer Méditerranée

## Jumelage
- Cabriès (France) depuis 2004

## Personnalités liées à la ville
- Eduard Ferrés i Puig (1872-1928), architecte du courant moderniste et noucentiste, né à Vilassar de Mar[1];
- Maria Ferrés i Puig (1874-1964), peintre, née à Vilassar de Mar[2];
- Elvira Homs i Ferrés (1905-1954), peintre, née à Vilassar de Mar[3].
- David Solans, acteur (né en 1996 à Vilassar de Mar)
- Bad Gyal, chanteuse (née en 1997 à Vilassar de Mar)
- Ona Batlle, footballeuse championne du monde en 2023 (née en 1999 à Vilassar de Mar)